# Fenain
Pour les articles homonymes, voir Fenain (homonymie).
Fenain est une commune française, située dans le département du Nord (59) en région Hauts-de-France.
C'est une ville de l'ancien bassin minier du Nord-Pas-de-Calais.

## Géographie

### Localisation
Fenain est une ville de l'Ostrevent  située dans le  bassin minier du Nord-Pas-de-Calais, à 15 km à l'ouest de Valenciennes, à 15 km à l'est de Douai et à 35 km au nord-est de Lille.
Elle se trouve en limite du parc naturel régional Scarpe-Escaut.
Elle fait partie de l'aire d'attraction de Lille (partie française), de l'unité urbaine de Valenciennes (partie française), de la zone d'emploi de Douai et du bassin de vie de Somain.

### Communes limitrophes
Les communes limitrophes sont Rieulay, Somain, Wandignies-Hamage, Abscon et Erre.

### Géologie et relief
La superficie de la commune est de 5,78 km2 ; son altitude varie de 16  à   47 mètres.
Fenain a un finage assez étiré du nord au sud.

### Hydrographie

#### Réseau hydrographique

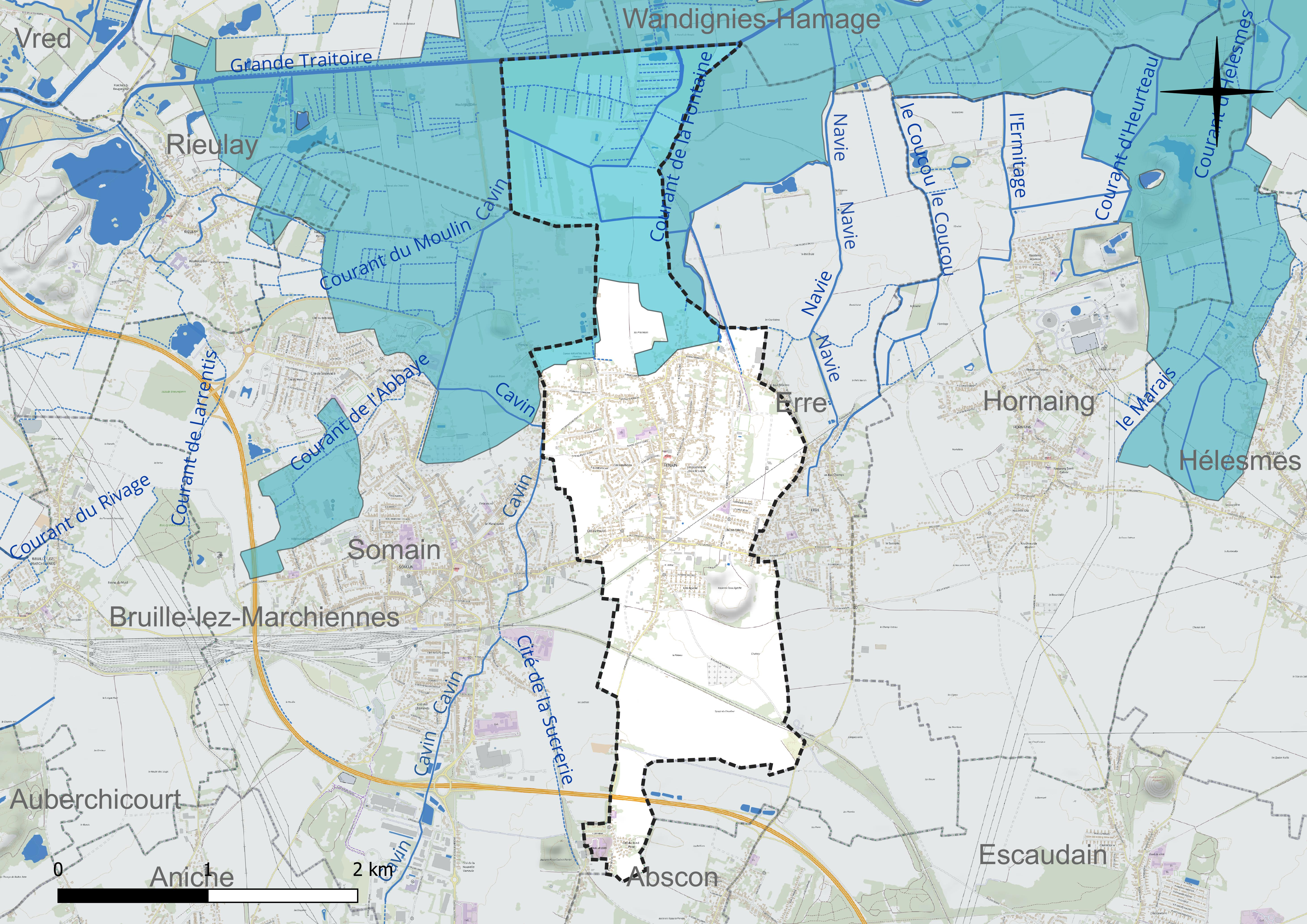
Réseau hydrographique de Fenain.

La commune est située dans le bassin Artois-Picardie.
Elle est drainée par la Grande Traitoire, le Cavin, le Courant de la Fontaine et divers autres petits cours d'eau,.
La Grande Traitoire  est un canal, chenal et un cours d'eau naturel non navigable, d'une longueur de 24 km, qui prend sa source dans la commune de Pecquencourt et se jette  dans la Scarpe canalisée à Château-l'Abbaye, après avoir traversé onze communes.

#### Gestion et qualité des eaux
Le territoire communal est couvert par le schéma d'aménagement et de gestion des eaux (SAGE) « Scarpe aval ». Ce document de planification concerne un territoire de 624 km2 de superficie, délimité par le bassin versant de la Scarpe aval, comprenant la Pévèle, la plaine de la Scarpe et le bassin minier avec l'Ostrevent. Le périmètre a été arrêté le 18 mars 1997 et le SAGE proprement dit a été approuvé le 12 mars 2009, puis révisé le 5 juillet 2021. La structure porteuse de l'élaboration et de la mise en œuvre est le parc naturel régional Scarpe-Escaut.
La qualité des cours d'eau peut être consultée sur un site dédié géré par les agences de l'eau et l'Agence française pour la biodiversité.

### Climat
Pour des articles plus généraux, voir Climat des Hauts-de-France et Climat du Nord.
En 2010, le climat de la commune est de type climat océanique dégradé des plaines du Centre et du Nord, selon une étude du CNRS s'appuyant sur une série de données couvrant la période 1971-2000. En 2020, Météo-France publie une typologie des climats de la France métropolitaine dans laquelle la commune est exposée à un climat océanique et est dans la région climatique Nord-est du bassin Parisien, caractérisée par un ensoleillement médiocre, une pluviométrie moyenne régulièrement répartie au cours de l'année et un hiver froid (3 °C).
Pour la période 1971-2000, la température annuelle moyenne est de 10,6 °C, avec une amplitude thermique annuelle de 14,6 °C. Le cumul annuel moyen de précipitations est de 692 mm, avec 12,3 jours de précipitations en janvier et 9,1 jours en juillet. Pour la période 1991-2020, la température moyenne annuelle observée sur la station météorologique la plus proche, située sur la commune de Douai à 16 km à vol d'oiseau, est de 11,0 °C et le cumul annuel moyen de précipitations est de 729,2 mm,. Pour l'avenir, les paramètres climatiques de la commune estimés pour 2050 selon différents scénarios d'émission de gaz à effet de serre sont consultables sur un site dédié publié par Météo-France en novembre 2022.

## Urbanisme

### Typologie
Au 1er janvier 2024, Fenain est catégorisée centre urbain intermédiaire, selon la nouvelle grille communale de densité à sept niveaux définie par l'Insee en 2022.
Elle appartient à l'unité urbaine de Valenciennes (partie française), une agglomération internationale regroupant 56  communes, dont elle est une commune de la banlieue,,.
Par ailleurs la commune fait partie de l'aire d'attraction de Lille (partie française), dont elle est une commune de la couronne,. Cette aire, qui regroupe 201 communes, est catégorisée dans les aires de 700 000 habitants ou plus (hors Paris),.

### Occupation des sols

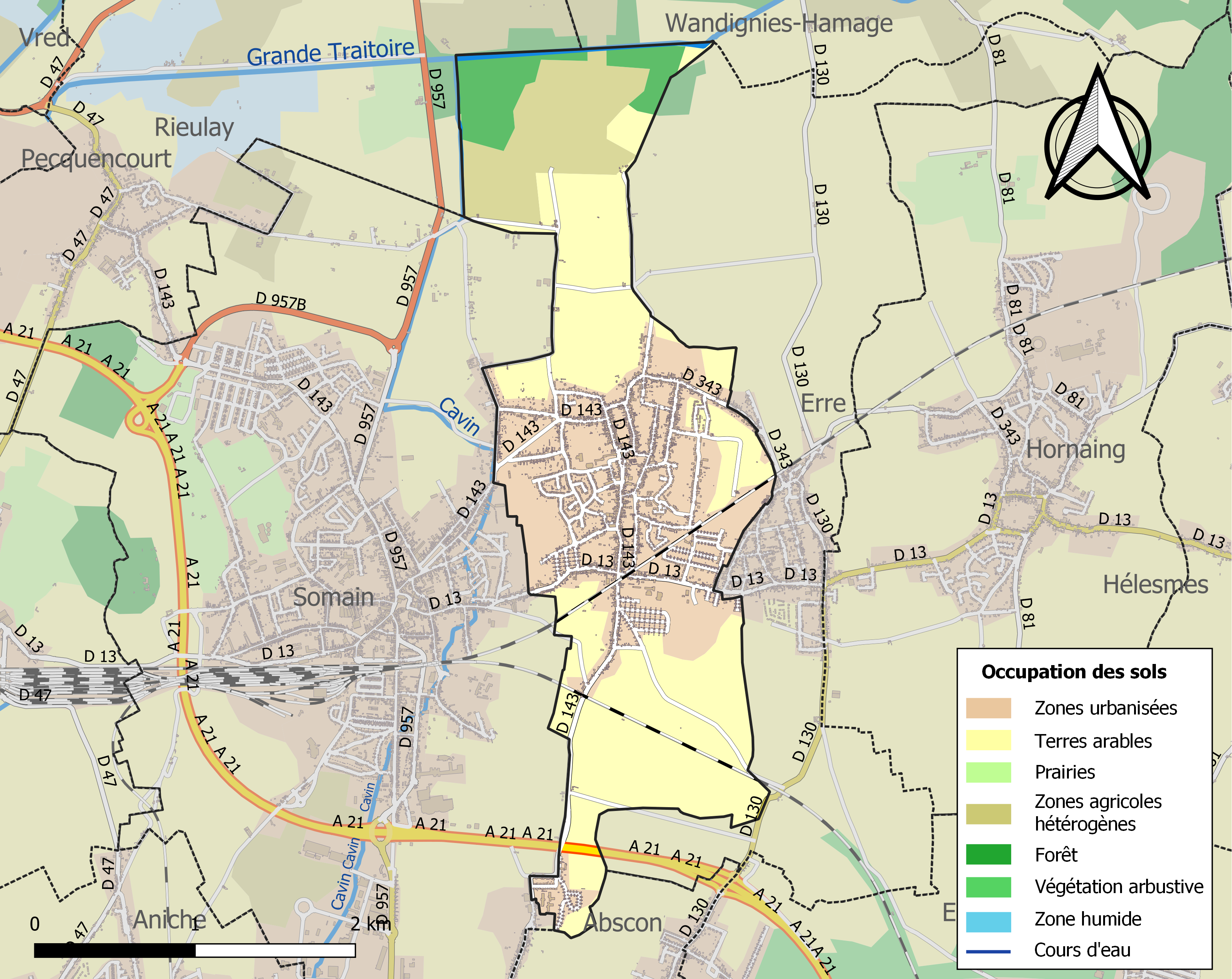
Carte des infrastructures et de l'occupation des sols de la commune en 2018 (CLC).

L'occupation des sols de la commune, telle qu'elle ressort de la base de données européenne d'occupation biophysique des sols Corine Land Cover (CLC), est marquée par l'importance des territoires agricoles (55 % en 2018), en diminution par rapport à 1990 (56,3 %).
La répartition détaillée en 2018 est la suivante :  terres arables (43,3 %), zones urbanisées (39,1 %), zones agricoles hétérogènes (11,7 %), forêts (5,9 %).
L'évolution de l'occupation des sols de la commune et de ses infrastructures peut être observée sur les différentes représentations cartographiques du territoire : la carte de Cassini (XVIIIe siècle), la carte d'état-major (1820-1866) et les cartes ou photos aériennes de l'IGN pour la période actuelle (1950 à aujourd'hui).

### Habitat et logement
En 2021, le nombre total de logements dans la commune était de 2 346, alors qu'il était de 2 185 en 2016 et de 2 152 en 2011.
Parmi ces logements, 93,3 % étaient des résidences principales, 0,2 % des résidences secondaires et 6,5 % des logements vacants. Ces logements étaient pour 96,6 % d'entre eux des maisons individuelles et pour 3,3 % des appartements.
Le tableau ci-dessous présente la typologie des logements à Fenain en 2021 en comparaison avec celle du Nord et de la France entière. Une caractéristique marquante du parc de logements est ainsi la faible proportion des résidences secondaires et logements occasionnels (0,2 %) par rapport au département (1,8 %) et à la France entière (9,7 %).
| Typologie                                               | Fenain | Nord | France entière |
| ------------------------------------------------------- | ------ | ---- | -------------- |
| Résidences principales (en %)                           | 93,3   | 90,9 | 82,2           |
| Résidences secondaires et logements occasionnels (en %) | 0,2    | 1,8  | 9,7            |
| Logements vacants (en %)                                | 6,5    | 7,4  | 8,1            |

### Voies de communication et transports
La commune est desservie par les lignes 18 et 117 du réseau de transport Évéole.

## Histoire

### Temps modernes
Circonscriptions d'Ancien Régime
La paroisse Saint-André de Fenain dépendait de la province du Hainaut, du diocèse d'Arras et du décanat de Bouchain, ayant pour collateur de la cure l'Abbaye Saint-Sauveur d'Anchin

### Époque contemporaine

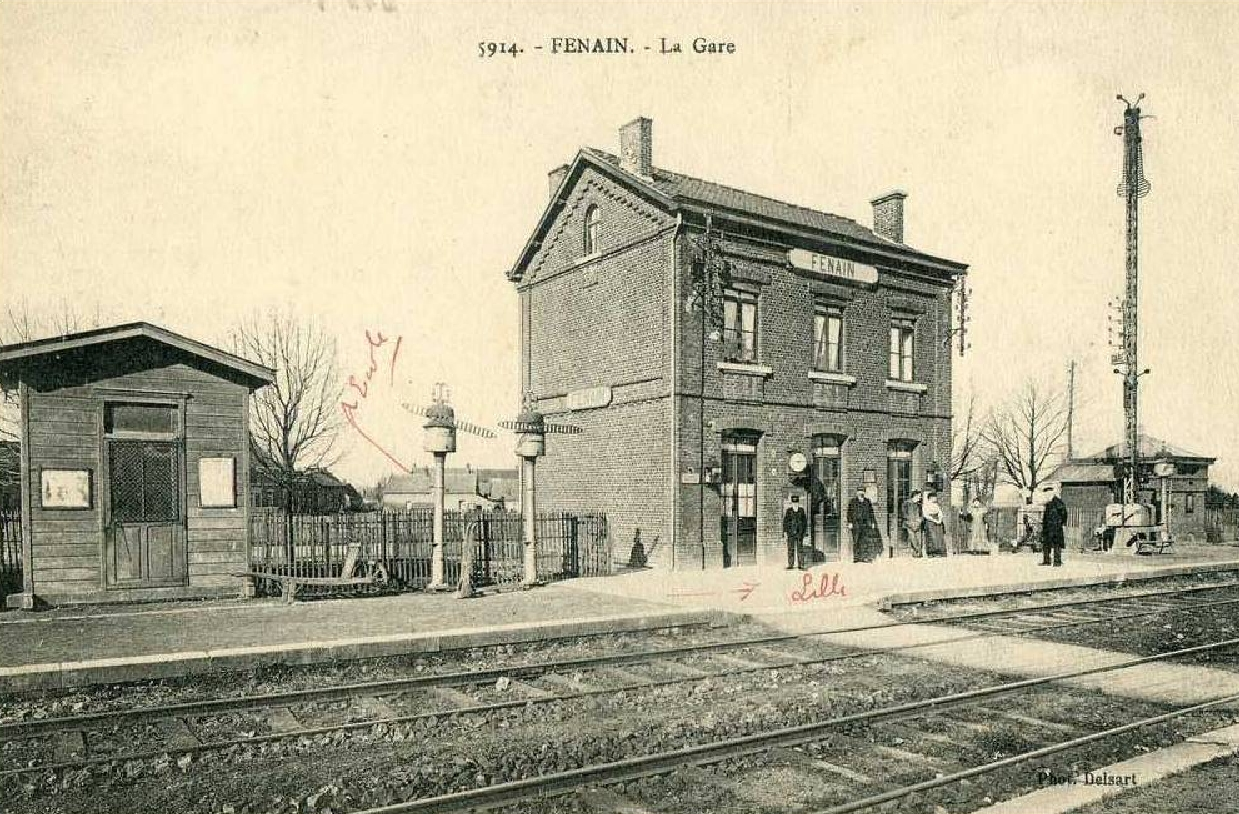
La gare de Fenain vers 1930.

La commune a été desservie par la gare de Fenain sur la ligne de Somain à Halluin, mise en service en 1874 par la Compagnie des chemins de fer du Nord-Est, et qui reliait la gare de Somain au réseau des chemins de fer belges à la gare de Menin en Belgique, via Orchies, Ascq, Roubaix - Wattrelos, Tourcoing et Halluin, dernière gare avant la frontière. Elle  facilitait le déplacement des ouvriers vers les manufactures de faïences d'Orchies (Céramique d'Orchies). La gare ferme en 1950.
Le 5 mai 1908, on découvre à Fenain un dépeçage de bêtes crevées où venaient s'approvisionner des charcutiers.
La commune est liée à l'histoire de l'exploitation houillère  du bassin minier du Nord-Pas-de-Calais, avec l'ouverture en 1913 de la Fosse Agache par la Compagnie des mines d'Anzin. L'exploitation a cessé en 1976.

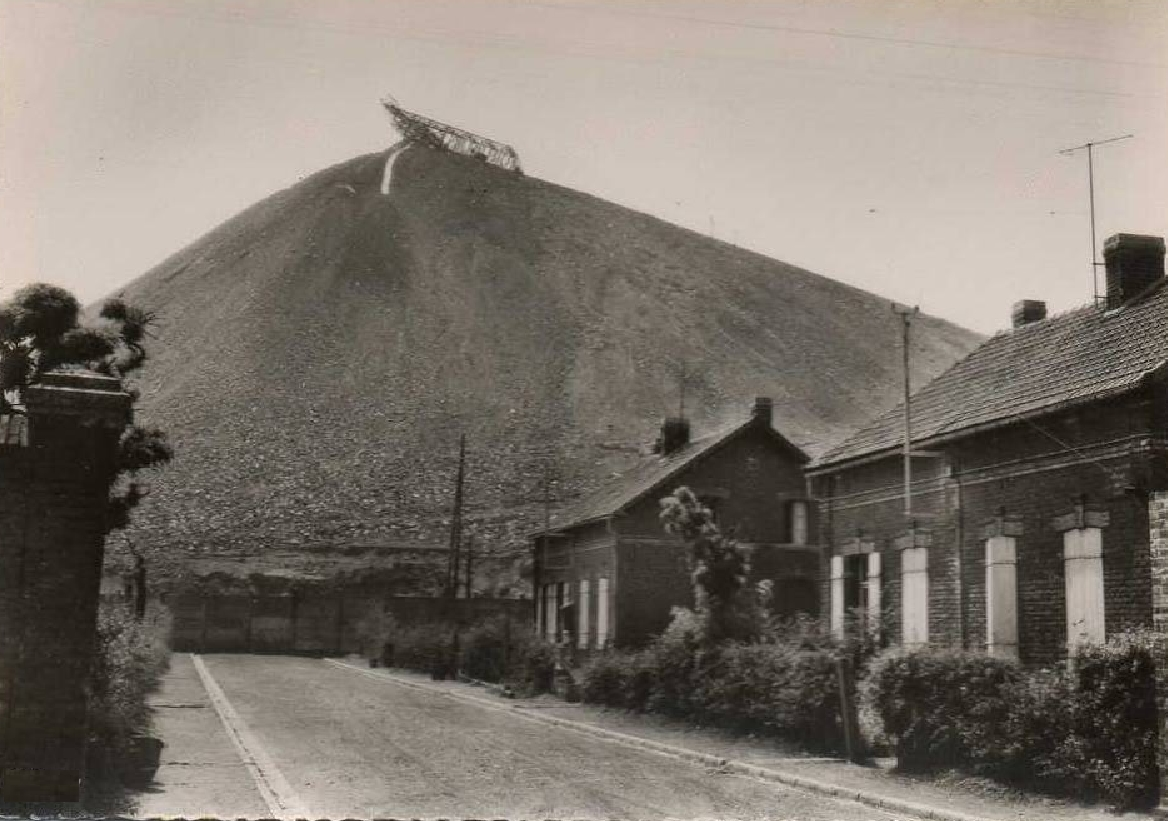
Le terril de la Fosse Agache en 1939
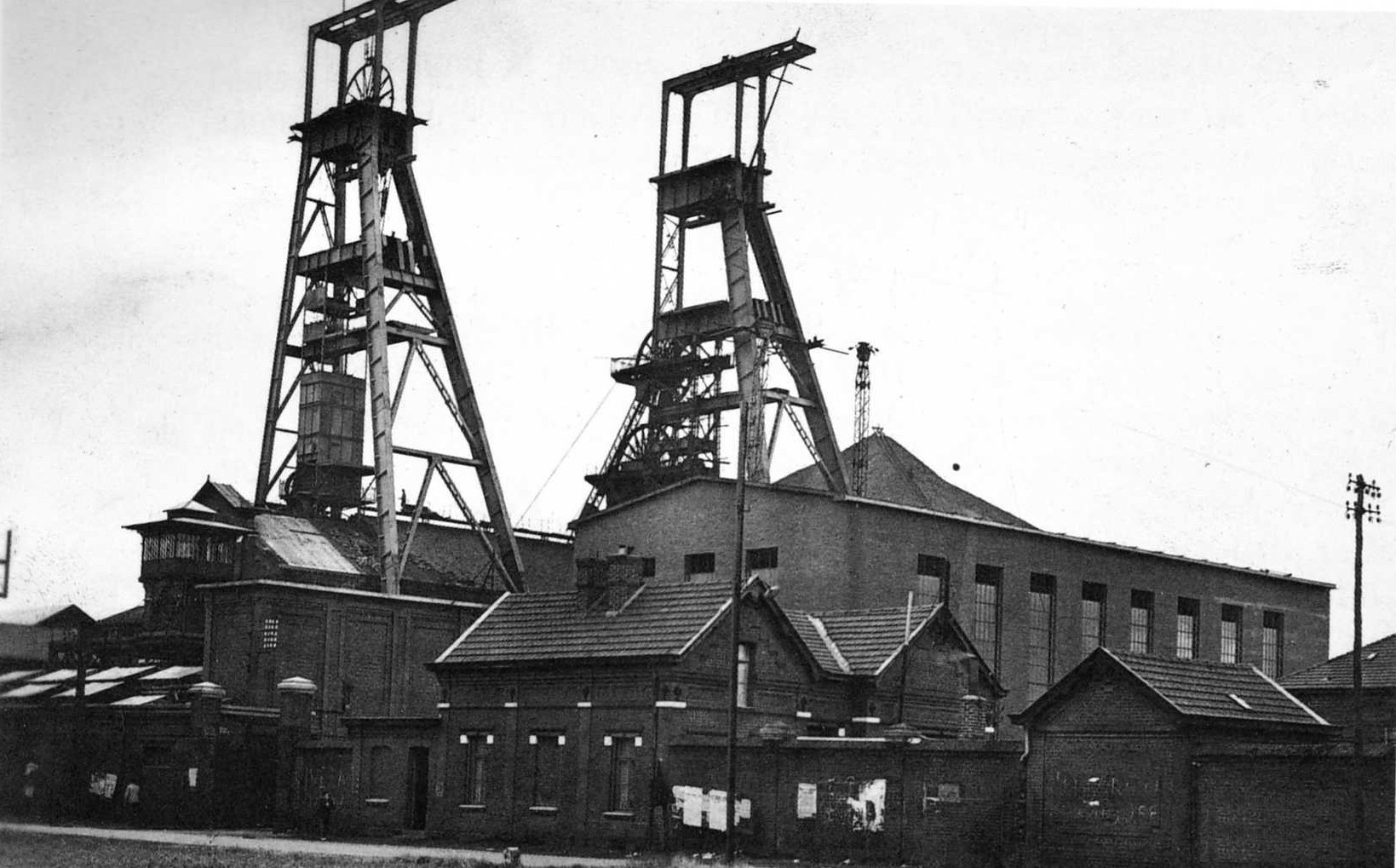
Le Fosse Agache vers 1950
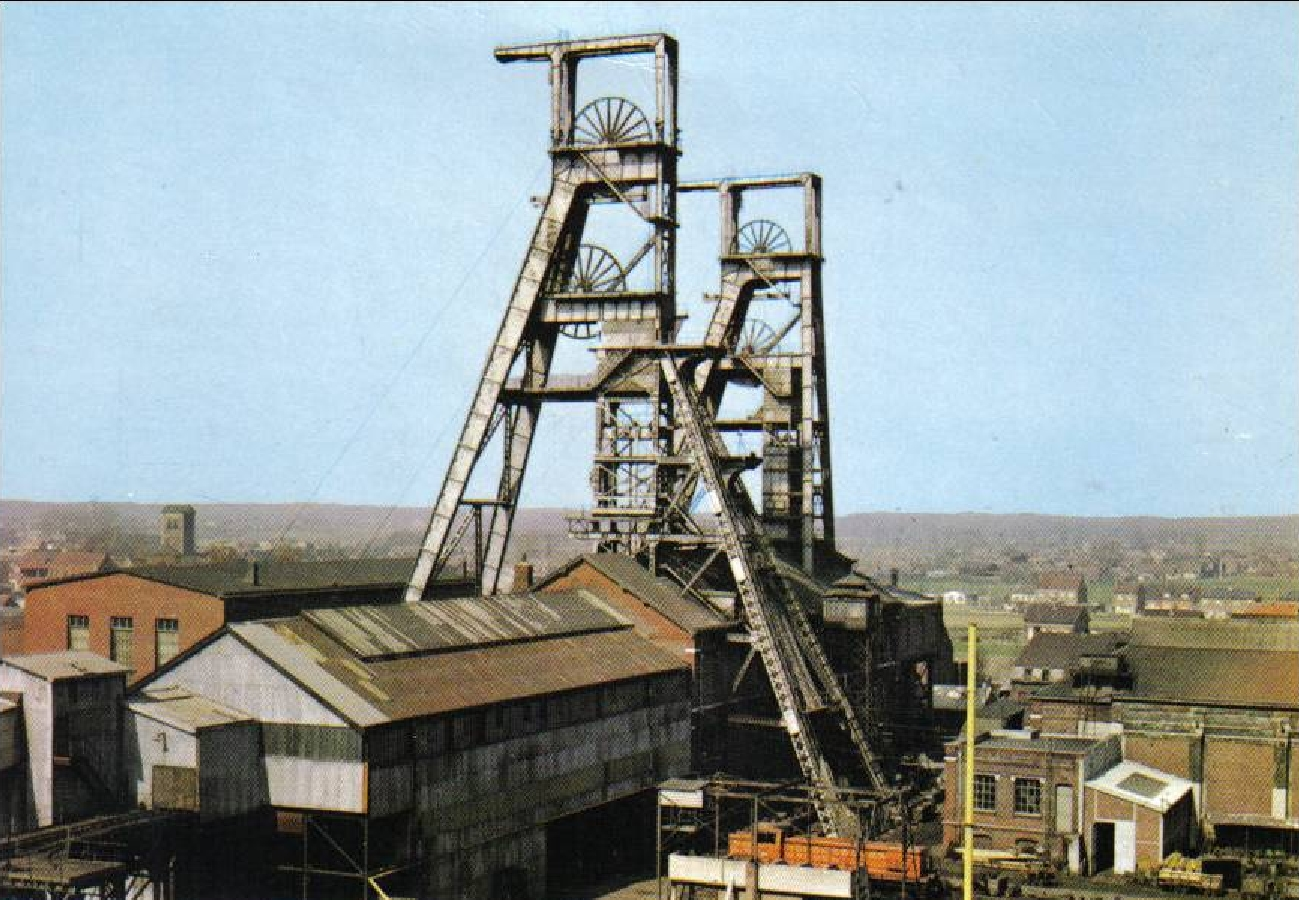
La Fosse Agache après modernisation

## Politique et administration

### Rattachements administratifs et électoraux

#### Rattachements administratifs
La commune se trouve dans l'arrondissement de Douai du département du Nord.
Elle faisait partie depuis 1801 du canton de Marchiennes. Dans le cadre du redécoupage cantonal de 2014 en France, cette circonscription administrative territoriale a disparu, et le canton n'est plus qu'une circonscription électorale.

#### Rattachements électoraux
Pour les élections départementales, la commune fait partie depuis 2014 du canton de Sin-le-Noble.
Pour l'élection des députés, elle fait partie de la seizième circonscription du Nord.

### Intercommunalité
Fenain était membre de la  communauté de Communes de l'Est du Douaisis (CCED), un établissement public de coopération intercommunale (EPCI) à fiscalité propre créé fin 2000 et auquel la commune a transféré un certain nombre de ses compétences, dans les conditions déterminées par le code général des collectivités territoriales.
En 2006, cette intercommunalité prend le nom de communauté de communes Cœur d'Ostrevent puis, en 2025, se transforme en communauté d'agglomération sous la dénomination de communauté d'agglomération Cœur d'Ostrevent. La commune en est donc membre.

### Tendances politiques et résultats
Fenain était administré par une municipalité communiste depuis au moins 1947.
Au premier tour des élections municipales de 2014 dans le Nord, la liste DVG menée par Arlette Dupilet  obtient la majorité absolue des suffrages exprimés, avec 1 221 voix (51,22 %, 22 conseillers municipaux élus dont 2 communautaires), devançant de 58 voix celle PCF menée par la maire sortante Danielle Bray, qui a recueilli 1 163 voix (48,78 %, 7 conseillers municipaux élus dont 1 communautaire.
Lors de ce scrutin, 37,37 % des électeurs se sont abstenus.
Ces élections sont annulées par le Conseil d'État, en raison de la diffusion d'un tract considéré comme injurieux vis-à-vis de l'ancienne équipe municipale et d'une affiche au contenu litigieux, ainsi que du faible écart qui séparait les candidates du second tour. Une délégation spéciale a donc administré provisoirement la commune jusqu'à la réélection de la maire élue en mars 2024, après un nouveau scrutin municipal qui s'est tenu le 28 septembre 2014.
Lors de ce scrutin, la liste DVG menée par Arlette Dupillet confirme son avance, avec 1 482 voix (63,69 %) contre 845 voix (36,31 %) à la liste PCF menée par la maire battue Danielle Bray. 40,58 % des électeurs se sont abstenus.
Au second tour des élections municipales de 2020 dans le Nord, la liste DVG menée par la maire sortante Arlette Dupilet obtient la majorité des suffrages exprimés avec 860 voix (49,94 %, 22 conseillers municipaux élus dont 3 communautaires), devançant largement les listes menées respectivement par : 

- Olivier Bruniau (DVG, 641 voix, 37,22 %, 5 conseillers municipaux dont 1 communautaire) ; 

- Raphaël Brice (LFI, 221 voix, 12,83 %, 2 conseillers municipaux élus).

Lors de ce scrutin marqué par la pandémie de Covid-19 en France, 57,97 % des électeurs se sont abstenus.

### Liste des maires
| Période                                  | Période                       | Identité               | Étiquette | Qualité |
| ---------------------------------------- | ----------------------------- | ---------------------- | --------- | --- |
| Les données manquantes sont à compléter. |                               |                        |           | |
| avant 1803                               |                               | M. Marlier             |           | |
| avant 1807                               | 1808                          | M. Boulanger           |           | |
| Les données manquantes sont à compléter. |                               |                        |           | |
| avant 1857                               |                               | Charles Joseph Dewalle |           | |
| ca. 1905                                 |                               | Augustin Barbant       |           | Agriculteur et marchand de vins |
| Les données manquantes sont à compléter. |                               |                        |           | |
| mai 1935                                 | octobre 1939                  | Jean-Baptiste Wantelet | SFIC      | Ouvrier mineur |
| octobre 1939                             |                               | Charles Gillon         |           | Ancien mineur Nommé président de la délégation spéciale par le Gouvernement Daladier                                                                                             |
| 1940                                     | novembre 1941 (décès)         | Narcisse Démoutiez     |           | |
|                                          |                               | Gustave Longelin       |           | Ouvrier mineur Nommé conseiller départemental en 1943 par le Gouvernement de Vichy                                                                                               |
| Les données manquantes sont à compléter. |                               |                        |           | |
| 1944                                     | mai 1947                      | André Leclercq         |           | |
| mai 1947                                 | décembre 1970                 | Grégoire Leleux,       | PCF       | Mineur, ancien résistant Premier adjoint au maire (1945 → 1947) Conseiller général de Marchiennes (1951 → 1970) Député suppléant d'Arthur Ramette (1962 → 1970) Mort en fonction |
| décembre 1970                            | mars 1971                     | Catherine Poteaux      |           | Maire par intérim Première adjointe au maire (1947 → 1970) |
| mars 1971                                | septembre 1978                | Émile Broutin          | PCF       | Mort en fonction |
| 1978                                     | 1984                          | Gino Ferrari           | PCF       | Mineur, ancien résistant Chevalier de la Légion d'honneur, Croix de guerre 39-45 avec étoile de bronze Démissionnaire                                                            |
| 1984                                     | mars 2001                     | Francis Goguillon      | PCF       | Instituteur, maire honoraire Adjoint au maire (1977 → 1984) |
| mars 2001                                | mars 2014                     | Danielle Bray          | PCF       | |
| mars 2014                                | janvier 2025                  | Arlette Dupilet,       | DVG       | Retraitée de l'enseignement Vice-présidente de la CC Cœur d'Ostrevent (2014 → ) Démissionnaire                                                                                   |
| février 2025,                            | En cours (au 24 février 2025) | Fabien Bouriez         | DVG       | Ingénieur Premier adjoint au maire (2014 → 2025) |

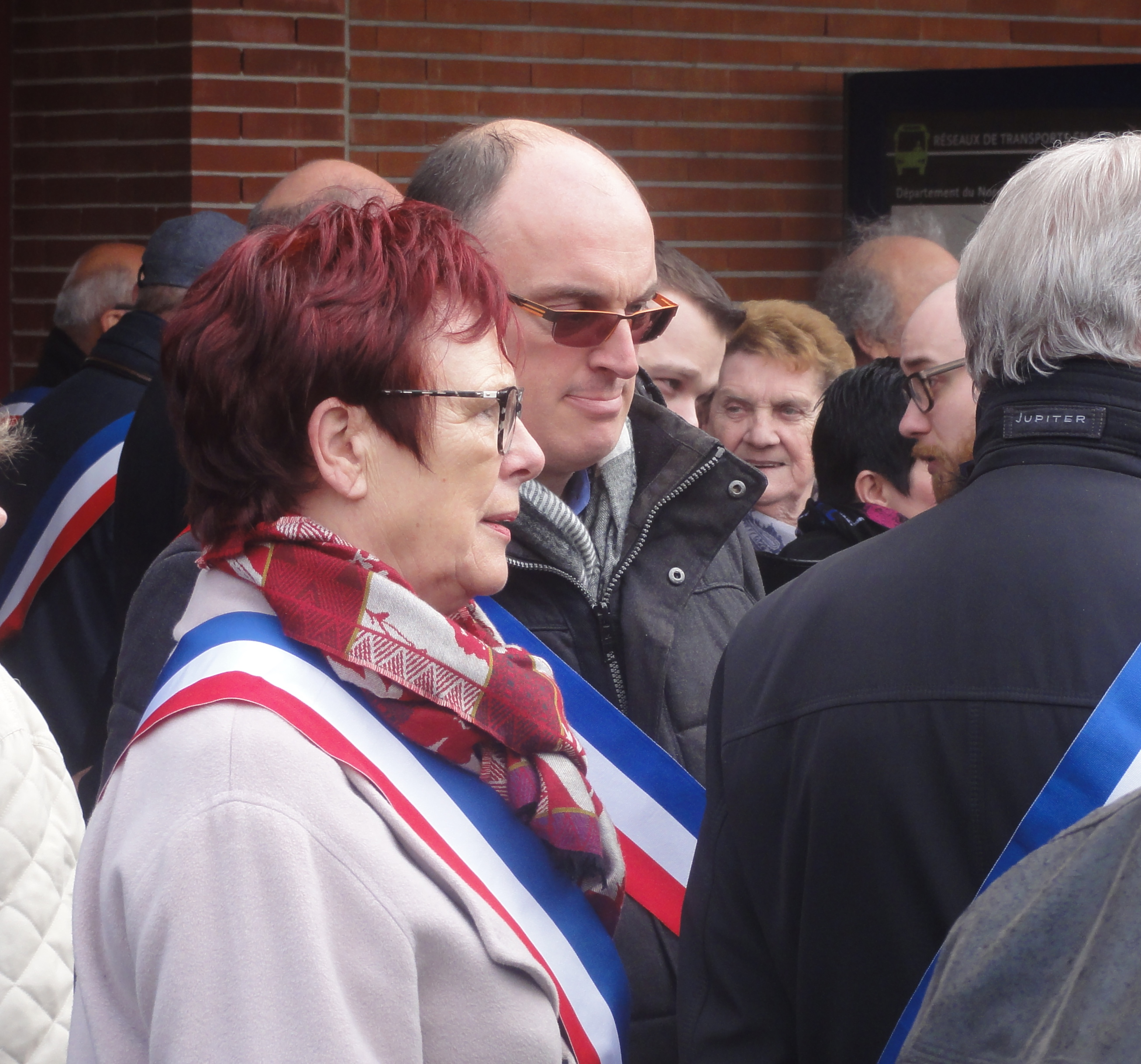
Arlette Dupilet (de profil) en 2019.
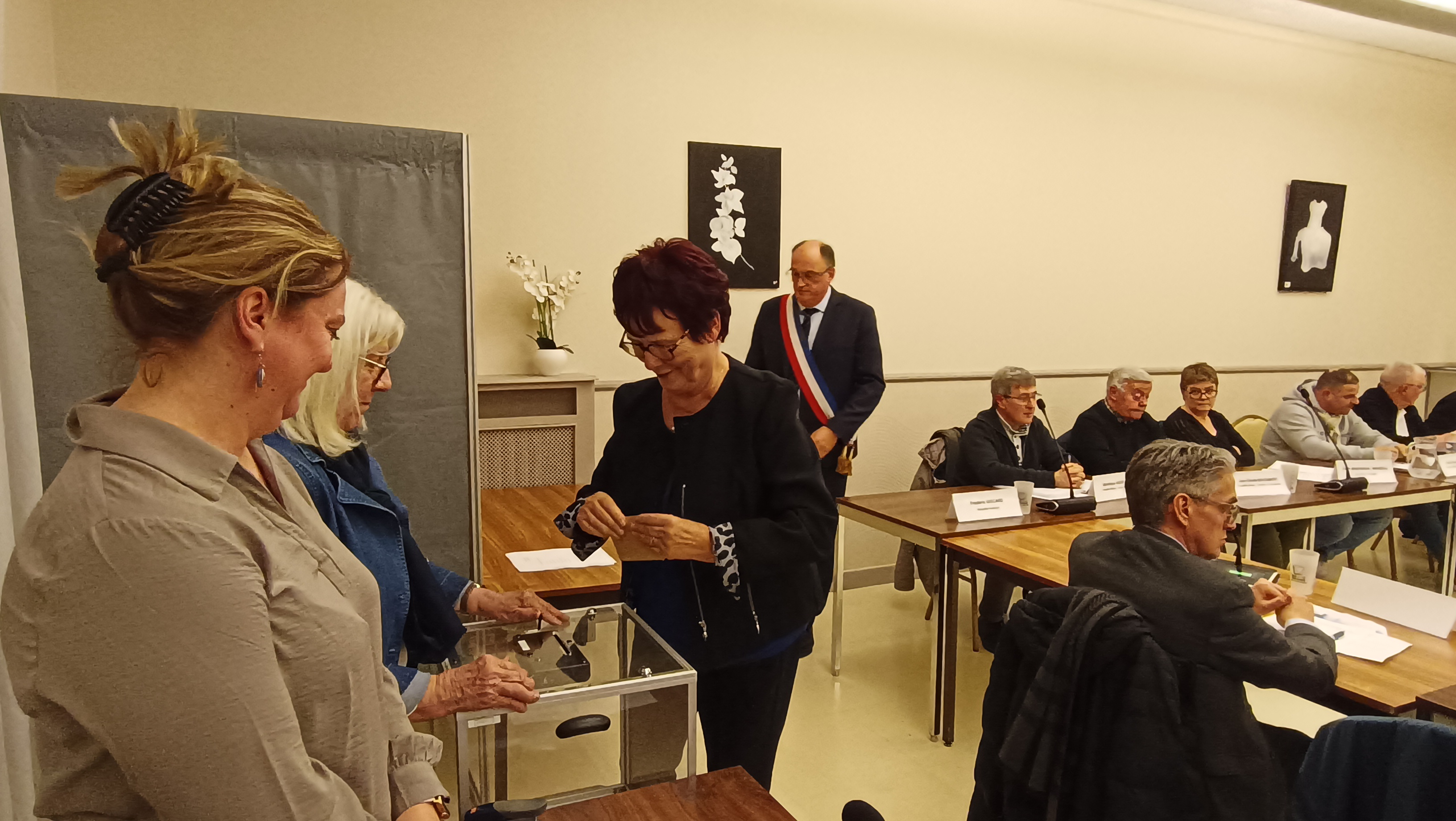
Fabien Bouriez, lors de son élection comme maire le 24 février 2025

## Équipements et services publics

### Enseignement
La ville dispose de l'école maternelles Catherine-Poteaux et des écoles primaires des Tilleuls, Joliot-Curie et du Rond-Point.

## Population et société

### Démographie

#### Évolution démographique
L'évolution du nombre d'habitants est connue à travers les recensements de la population effectués dans la commune depuis 1800. Pour les communes de moins de 10 000 habitants, une enquête de recensement portant sur toute la population est réalisée tous les cinq ans, les populations de référence des années intermédiaires étant quant à elles estimées par interpolation ou extrapolation. Pour la commune, le premier recensement exhaustif entrant dans le cadre du nouveau dispositif a été réalisé en 2004.

En 2022, la commune comptait 5 533 habitants, en évolution de +3,95 % par rapport à 2016 (Nord : +0,51 %, France hors Mayotte : +2,11 %).
| 1800  | 1806  | 1821  | 1831  | 1836  | 1841  | 1846  | 1851  | 1856  |
| ----- | ----- | ----- | ----- | ----- | ----- | ----- | ----- | ----- |
| 1 777 | 1 862 | 1 890 | 1 914 | 1 920 | 1 942 | 1 994 | 1 990 | 1 973 |

| 1861  | 1866  | 1872  | 1876  | 1881  | 1886  | 1891  | 1896  | 1901  |
| ----- | ----- | ----- | ----- | ----- | ----- | ----- | ----- | ----- |
| 1 960 | 2 067 | 2 218 | 2 498 | 2 489 | 2 635 | 2 546 | 2 516 | 2 522 |

| 1906  | 1911  | 1921  | 1926  | 1931  | 1936  | 1946  | 1954  | 1962  |
| ----- | ----- | ----- | ----- | ----- | ----- | ----- | ----- | ----- |
| 2 654 | 3 043 | 3 393 | 5 319 | 5 401 | 5 279 | 5 282 | 5 144 | 5 253 |

| 1968  | 1975  | 1982  | 1990  | 1999  | 2004  | 2006  | 2009  | 2014  |
| ----- | ----- | ----- | ----- | ----- | ----- | ----- | ----- | ----- |
| 5 462 | 6 270 | 5 755 | 5 639 | 5 365 | 5 342 | 5 348 | 5 353 | 5 356 |

| 2019  | 2022  | - | - | - | - | - | - | - |
| ----- | ----- | - | - | - | - | - | - | - |
| 5 510 | 5 533 | - | - | - | - | - | - | - |

La commune perdait des habitants depuis les années 1980 et 1990 (plus de 6 000 habitants alors), avec notamment la fin des industries minière et sidérurgique. Au début des années 2 000, tirant profit d'une situation géographique privilégiée entre Douai, Valenciennes et surtout Lille, les conseillers municipaux ont cherché à attirer et proposer des logements ou des terrains, de sorte de ne pas passer sous les 5 000 habitants et afin de regagner des résidents. L'économie de la ville était en jeu car le nombre d'habitants joue un rôle pour les commerces, les écoles, les infrastructures et les dotations (l'argent versé par l'Etat).
Durant les mandats 2002-2008 et 2008-2014, la municipalité de l'époque (la maire était alors Mme Bray), a travaillé à la mise en place de nouveaux quartiers, pour redynamiser la ville.
Ces quartiers sont sortis de terre au fur et à mesure, d'abord à la cité du Rond-Point (début des années 2010), avec l'adjonction d'un FAM, maison et foyer médical pour les personnes en situation de handicap. Les derniers terrains sont actuellement en train d'être construits (en 2022-2023).  Puis, les constructions des Terrasses de la Voie Verte, entre la rue Marcel Cachin et la rue Barbusse, et des Jardins de la Ravie (enclave dans la rue Marcel Cachin) ont commencé en 2013-2014, alliant du logement social et de l'accession à la propriété.
Les chiffres montrent que ces programmes d'urbanisme ont permis d'éloigner la commune  du seuil problématique de 5 000 habitants et elle a même dépassé les 5 500 habitants, avec  par exemple 160 habitants en plus à Fenain entre 2014 et 2020.

#### Pyramide des âges
La population de la commune est relativement jeune.
En 2018, le taux de personnes d'un âge inférieur à 30 ans s'élève à 38,2 %, soit en dessous de la moyenne départementale (39,5 %). À l'inverse, le taux de personnes d'âge supérieur à 60 ans est de 23,5 % la même année, alors qu'il est de 22,5 % au niveau départemental.
En 2018, la commune comptait 2 575 hommes pour 2 873 femmes, soit un taux de 52,73 % de femmes, légèrement supérieur au taux départemental (51,77 %).
Les pyramides des âges de la commune et du département s'établissent comme suit.
| Hommes | Classe d’âge | Femmes |
| ------ | ------------ | ------ |
| 0,4    | 90 ou +      | 1,1    |
| 5,2    | 75-89 ans    | 8,9    |
| 14,5   | 60-74 ans    | 16,5   |
| 21,4   | 45-59 ans    | 18,9   |
| 18,8   | 30-44 ans    | 17,9   |
| 18,0   | 15-29 ans    | 16,6   |
| 21,8   | 0-14 ans     | 20,1   |

| Hommes | Classe d’âge | Femmes |
| ------ | ------------ | ------ |
| 0,5    | 90 ou +      | 1,4    |
| 5,3    | 75-89 ans    | 8,1    |
| 14,8   | 60-74 ans    | 16,2   |
| 19,1   | 45-59 ans    | 18,4   |
| 19,5   | 30-44 ans    | 18,7   |
| 20,7   | 15-29 ans    | 19,1   |
| 20,2   | 0-14 ans     | 18     |

## Culture locale et patrimoine

### Lieux et monuments
- L'église Saint-André
- Le cimetière
- L'ancienne gare de Fenain sur l'ancienne ligne de Somain à Halluin
- La maison de notre histoire à Fenain
- L'ancienne fosse Agache de la Compagnie des mines d'Anzin.
- La verrerie Machut[53]
- la Voie verte de la plaine de la Scarpe, qui relie Fenain et Orchies sur le tracé d'une ancienne voie ferrée[54],[55].

### Personnalité liée à la commune
- Bernhard Dreymann (1788-1857), facteur d'orgues allemand, blessé lors du montage d'un orgue à l'église Saint-André de Fenain, et mort à Fenain des suites de cet accident.
- Alfred de Schamphelaëre (1915-1944), militaire de la 2e DB, Compagnon de la Libération, Mort pour la France, vivait à Fenain avant sa mobilisation. Son nom figure sur le monument aux morts de la commune.

### Héraldique
| Blason de Fenain | Blason  | D'or à une escarboucle de sable, chargée en cœur d'un rubis de gueules. |
| Blason de Fenain | Détails | Le statut officiel du blason reste à déterminer.                        |

### Folklore

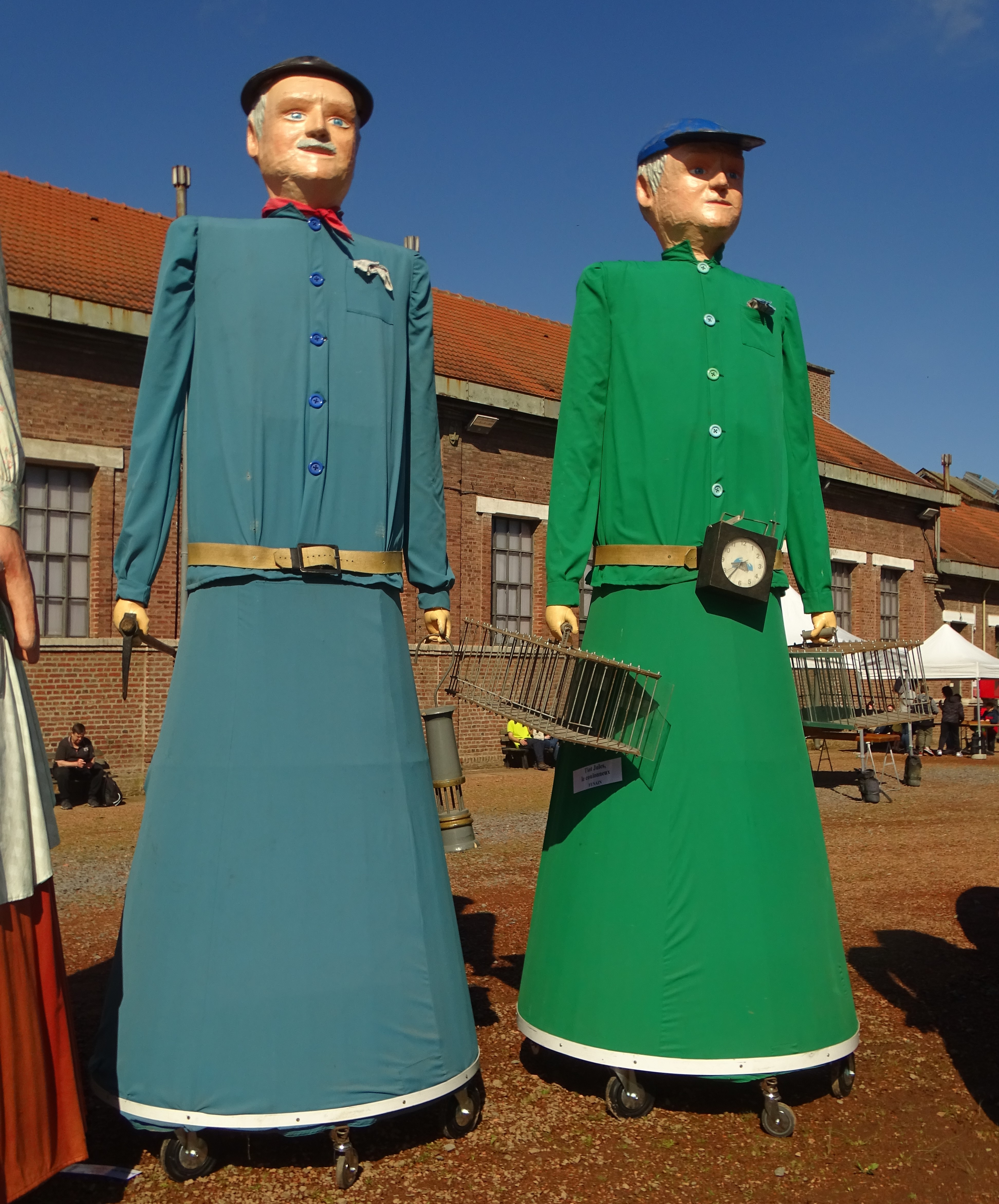
Casimir et Tiot Jules.

Fenain a pour géants Tiot Jules, le colombophile, et Casimir, le mineur, créés en 2004,.

## Pour approfondir